# جسر آدم

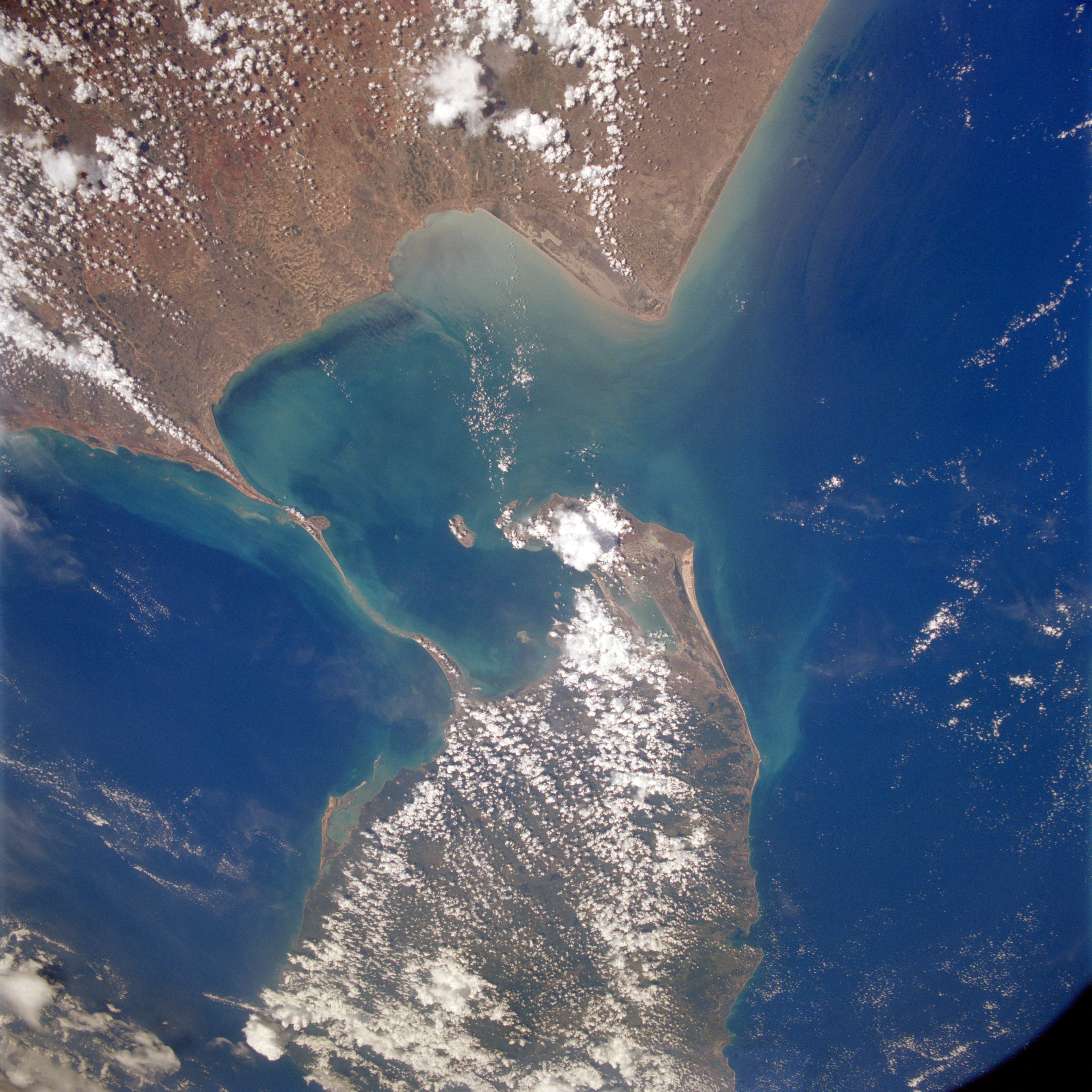
صورة من ناسا تبين الجسر ما بين سريلانكا على اليسار وشبة القارة الهندية

جسر آدم - بلغة سنسكريتية (आदम सेतु (ādam setu)) وحرفياً تعني جسر البشر، كذلك يسمى بجسر رام - هو عبارة عن سلسلة من حجر الجير في منطقة مياه ضحلة ويربط ما بين جزيرة مينمار بالقرب من سريلانكا ورامسوارام في الشاطئ الجنوب شرقي من الهند. يبلغ طوله مايقارب الـ 48 كم.

## وصلات خارجية
- مقالة عن جسر آدم لفهد الأحمدي بجريدة الرياض